# オーストラリア出身のメジャーリーグベースボール選手一覧

オーストラリア出身のメジャーリーグベースボール選手一覧（おーすとらりあのめじゃーりーぐべーすぼーるしゅっしんのせんしゅいちらん）は、メジャーリーグベースボールでプレーしたオーストラリア出身選手の一覧記事である。
1984年以降28人の選手がいる。
太字は現役選手、その他は引退選手及びメジャーリーグ以外のリーグでプレーしている選手。同名の選手の場合は右に現役時代の主な守備位置、現役年数の順で示す。

## B
- グラント・バルフォア（Grant Balfour）
- シェイン・ベネット（Shayne Bennett）
- ジェームズ・ベレスフォード（James Beresford）
- トラビス・ブラックリー（Travis Blackley）

## C
- カム・ケアーンクロス（Cam Cairncross）

## D
- トレント・ダーリントン（Trent Durrington）

## E
- マーク・エトルズ（Mark Ettles）

## H
- ブラッド・ハーマン（Brad Harman）
- リアム・ヘンドリックス（Liam Hendriks）
- ジャスティン・ヒューバー（Justin Huber）
- ルーク・ヒューズ（Luke Hughes）
- マーク・ハットン（Mark Hutton）

## L
- シェイン・リンゼイ（Shane Lindsay）
- グレアム・ロイド（Graeme Lloyd）

## M
- カーティス・ミード（Curtis Mead）
- ダミアン・モス（Damian Moss）
- ピーター・モイラン（Peter Moylan）

## N
- デーブ・ニルソン（David Nilsson）

## O
- ジャック・オローリン（Jack O'Loughlin)
- トレント・オルテン（Trent Oeltjen）
- クリス・オクスプリング（Chris Oxspring）

## P
- ルーク・プロコペック（Luke Prokopec）

## Q
- ジョー・クイン（Joe Quinn） - オーストラリア人初のメジャーリーガー。

## R
- ライアン・ローランドスミス（Ryan Rowland-Smith）

## S
- ワーウィック・サーポルト（Warwick Saupold）
- クレイグ・シップリー（Craig Shipley）
- ジョシュ・スペンス（Josh Spence）
- ジョン・スティーブンス（John Stephens）

## T
- ブラッド・トーマス（Brad Thomas）
- リッチ・トンプソン（Rich Thompson）
- ルイス・ソープ（Lewis Thorpe)

## W
- アレクサンダー・ウェルズ（Alexander Wells)
- アーロン・ホワイトフィールド（Aaron Whitefield)
- グレン・ウィリアムス（Glenn Williams）
- ジェフ・ウィリアムス（Jeff Williams）